# (31319) Vespucci
(31319) Vespucci est un astéroïde de la ceinture principale.

## Description
(31319) Vespucci est un astéroïde de la ceinture principale. Il fut découvert le 20 avril 1998 à Colleverde par Vincenzo Silvano Casulli. Il présente une orbite caractérisée par un demi-grand axe de 3,19 UA, une excentricité de 0,06 et une inclinaison de 16,4° par rapport à l'écliptique.

## Compléments